# Koers
Koers ist ein norddeutscher Familienname.

## Herkunft und Bedeutung
Der Familienname „Koers“ gehört zur Gruppe der Patronyme (Vaternamen) und ist aus einem alten deutschen Personennamen hervorgegangen.
Dabei führt der Familienname auf den Namen „Kordes“ zurück, welcher eine patronymische Form (starker Genitiv) zu „Kord“ darstellt und wiederum eine durch Zusammenziehung entstandene niederdeutsche Form von „Konrad“ ist.
Der Personenname „Konrad“ ist ein aus dem gleich lautenden altdeutschen Rufnamen entstandener Familienname und setzt sich zusammen aus ‚kuoni’ im Sinne von ‚kühn, tapfer, stark’ sowie ‚rat’ im Sinne von ‚Rat, Ratgeber, Ratschlag’. Somit steht der Personenname „Konrad“ mit seiner Bedeutung für ‚kühn im Rat, kühner Ratgeber’.
Für fast alle Familiennamen bieten sich verschiedene Deutungsmöglichkeiten an, die als Bedeutungskreuzungen oder Bedeutungskonkurrenzen bezeichnet werden. Eine Entscheidung unter den verschiedenen Möglichkeiten wird umso sicherer, je weiter man die historische Schreibweise des Familiennamens zurückverfolgen sowie die Herkunft und Namen aller entsprechenden Vorfahren festlegen kann.
So scheint bei dem Familiennamen „Koers“, zumindest in der Grafschaft Bentheim, auch eine Entstehung aus dem niederländischen Begriff ‚Koers’ (sprich: „Kuurs“) im Sinne von ‚Kurs, Richtung’ möglich. In den Niederlanden findet sich dieser Familienname entsprechend häufig.

## Namensträger
- Marko Koers (* 1972), niederländischer Leichtathleht

## Varianten des Namens
Weitere Familiennamen, die sich aus dem im Mittelalter äußerst beliebten Rufnamen „Konrad“ ableiten, sind u. a. Kohnert, Kuhn, Kiehn, Kohnen, Könemann, Kunze, Konzelmann, z. T. auch mit einem „C“ statt „K“ beginnend.

## Geographische Verteilung
Im Hinblick auf die geographische Verteilung des Namens lässt sich eine deutliche Häufung im norddeutschen Raum, insbesondere im Emsland, feststellen. Das im Namen anzutreffende –e kann hier als sogenanntes Dehnungs-e angesehen werden, welches sich aus einem lang gesprochenen –o entwickelt hat (sprich: „Koors“).
Die weite Verbreitung der Namensvariante „Koers“ spiegelt sich auch in heutigen Telefonanschluss-Verzeichnissen wider (Stand: 12/2004):
```
Koers: 332
Coers:181

Kors
:  73
Cors:  119
Kohrs: 806
Cohrs:1381
Koors: 64
Coors: 303
```

```
Koers im PLZ-Bezirk 4xxxx: 211
Koers im PLZ-Bezirk 48xxx:  64
Koers im PLZ-Bezirk 49xxx: 107
```